# Гудима Олеся Петрівна
О́леся Пе́трівна Гу́дима (нар. 10 травня 1980, м. Тернопіль) — українська художниця, журналістка, літераторка. Член Національної спілки журналістів України (2009). Лавреатка Всеукраїнської літературно-мистецької премії імені Братів Богдана та Левка Лепких (2022).

## Життєпис
Олеся Гудима народилася 10 травня 1980 року у Тернополі.
Закінчила факультет журналістики Львівського національного університету (2003). Працювала журналісткою у тернопільських виданнях.
Від 2007 року займається живописом.

## Доробок

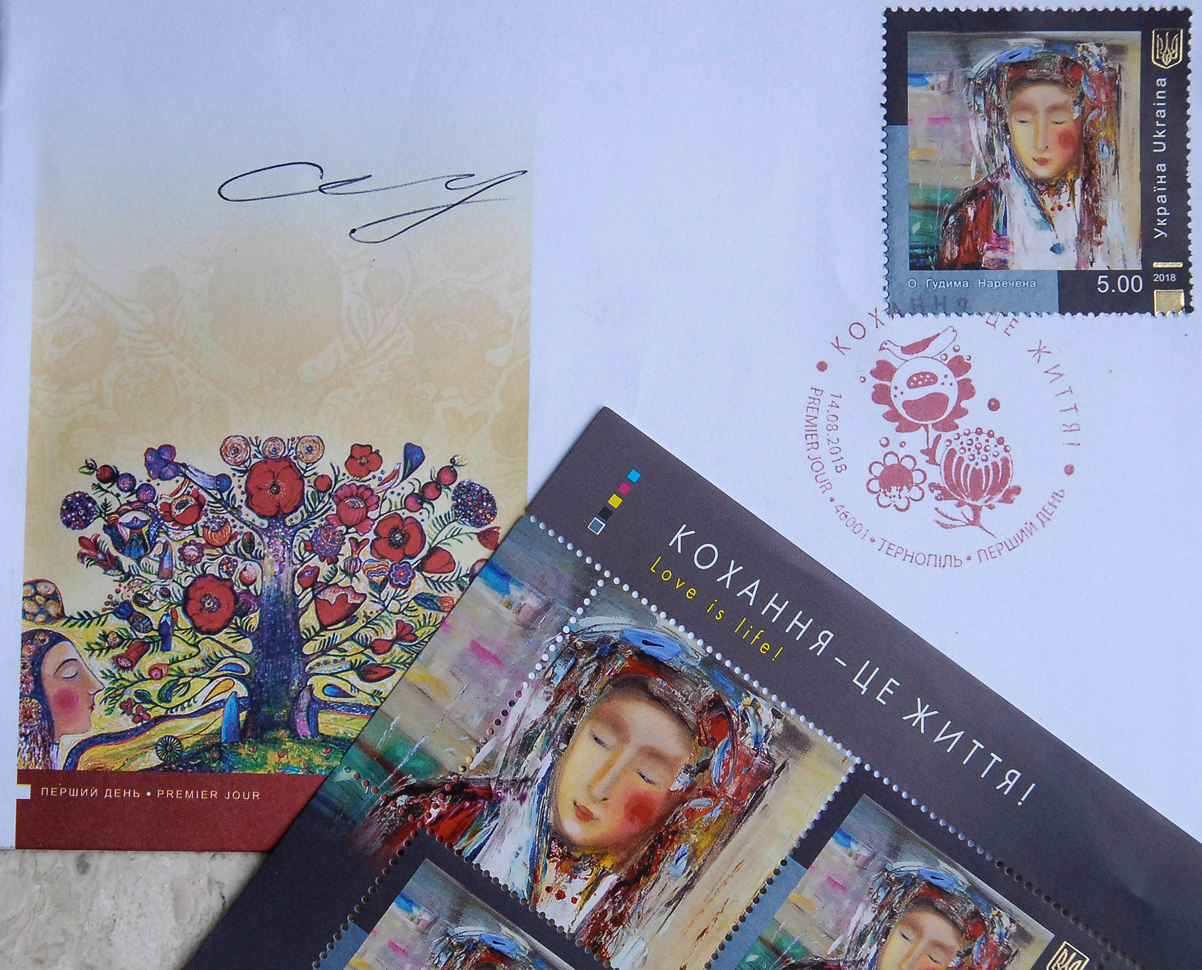
Поштова марка «Наречена» і конверт «Перший день» із використанням робіт Олесі Гудими

За своєю тематикою роботи систематизуються у серії: «Сновида», «Кроки», «Ангели миру для України», «Українська мадонна», «Квіти», які виконані в еклектичному змішанні художніх напрямків: експресіонізмі, абстракціонізмі, символізмі, наїв-арті, математизмі, магічному реалізмі та постмодернізмі. Загалом твори художниці можна зарахувати до інтуїтивної форми живопису.
14 серпня 2018 року «Укрпошта» ввела в обіг марку (№ за кат. 1660) із зображенням картини О. Гудими «Наречена», яка увійшла до серії «Кохання — це життя!». Вона доповнює випуск конверт першого дня, на якому використано роботу художниці «Дерево життя». «Наречена» увійшла до 50 найкращих екземплярів українських поштових марок за історію їх випуску, які до 100-річчя першої української марки прикрасили столичну станцію метро «Поштова площа» у жовтні-листопаді 2018 р.
Влітку 2021 року створила полотно «Українська Мадонна» в межах міжнародного арт проєкту «Mural by Mail» для галереї «Elisabeth Jones Art Center» (м. Портленд, США).
19 грудня 2024 року картина О. Гудими «Різдвяний настрій» стала візуальним фоном на екранах штаб-квартири ООН під час тематичного прийняття організованого Постійним представництвом України при ООН для делегацій держав-членів та представників Секретаріату ООН. 
- 2024 — учасниця колективної виставки «Poesia giorno per giorno» ("Поезія день за днем"). Галерея San Francesco, (м. Реджо-нель-Емілія, Італія)
- 2024 — авторська виставка художніх робіт «Angeli senza frontiere», куратор — Дж. Веццозі, арт-критик — М. Бо. Галерея San Francesco, (м. Реджо-нель-Емілія, Італія)
- 2023 — учасниця 2-ї благодійної виставки «Petit Montmartre» (м. Реджо-нель-Емілія, Італія)
- 2023 — авторська виставка художніх робіт присвячена Матильді Каносській, куратор — М. Бернабеі, арт-критик — Л. Ґрамолі  (м. Каносса, Італія)
- 2023 — авторська виставка художніх робіт, куратор — Л. П'яцца, арт-критик — А. Марці (м. Реджо-нель-Емілія, Італія)
- 2022 — авторська виставка художніх робіт «diversità», куратор — К. Ладзаретті, арт-критик — А. Марці (м. Альбінеа, Італія)
- 2022 — авторська виставка художніх робіт, куратор — Л. П'яцца, арт-критик — А. Марці (м. Веццано-суль-Кростоло, Італія)
- 2022 — авторська виставка художніх робіт «Speranza e sogno di un mondo nuovo e libero», куратор — Л. П'яцца, арт-критик — А. Марці (м. Рівальта, Італія)
- 2022 — учасниця конкурсу живопису «Un Po d'Arte in Reggia» (м. Колорно, Італія)
- 2021 — учасниця Четвертого міжнародного фестивалю древніх технологій і культурних комунікацій імені Тура Хеєрдала «Desht Thor», (ДУ "Управління культури акімату Костанайської області за участю КГУ «Лисаковский музей історії та культури Верхнього Притоболья» та КДКП «Обласний центр самодіяльної народної творчості та кіновідеофондів» Управління культури акімату Костанайської області), Казахстан
- 2021 — авторська виставка художніх робіт у готельно-ресторанному комплексі «Kavalier Boutique» (м. Львів), організатор Ореста Компанець
- 2021 — авторська виставка художніх робіт «Українська Мадонна», історико-художній музей (м. Почаїв, Україна)
- 2021 — авторська виставка художніх робіт «Більше, ніж квіти», Збаразький замок (м.  Збараж, Україна)
- 2021 — авторська виставка художніх робіт «Моя велика любов», галерея європейського живопису Євро-Арт, м. Рівне
- 2021 — авторська виставка художніх робіт «Natura пристрасті», м. Тернопіль
- 2020 — авторська виставка художніх робіт із серії «Українська мадонна», Збаразький замок (м.  Збараж, Україна)
- 2020 — учасниця Першого Бієнале наївного мистецтва та мистецтва примітивізму «Велюровий кіт» імені Андрія Ліпатова (Художньо-меморіальний музей О. О. Осмьоркіна, м. Кропивницький)
- 2019 — авторська виставка художніх робіт, міський будинок культури (м. Гайдусобосло, Угорщина)
- 2019 — авторська виставка художніх робіт, Центр української культури та документації (м. Будапешт, Угорщина)
- 2019 — авторська виставка художніх робіт, готель «St. George Residence Hotel» (м. Будапешт, Угорщина)
- 2019 — авторська виставка художніх робіт, спільно організована Посольствами України та Болгарії в Угорщині. Виставку відкрили Надзвичайні і Повноважні Посли України Любов Непоп та Болгарії Уляна Богданска
- 2018 — авторська виставка художніх робіт «Українська душа» (Тернопільський обласний художній музей, м. Тернопіль)
- 2018 — учасниця виставки в рамках дипломатичного прийняття «Українські амазонки» (Мистецький арсенал, м. Київ)
- 2015 — учасниця міжнародного мистецького фестивалю «Ї»
- 2015 — учасниця групової виставки артгрупи «Сновиди» (м. Бережани)
- 2014 — учасниця Всеукраїнської виставки «Майдан Гідності» (м. Теребовля, м. Чортків, м. Рівне, м. Хмільник, м. Вінниця, м. Одеса)
- 2014 — учасниця виставки «Присутність» (м. Івано-Франківськ)
- 2014 — учасниця виставки «Присутність» (м. Галич)
- 2014 — учасниця виставки «Територія добра» (м. Теребовля)
- 2013 — учасниця та співорганізатор мистецького проекту «Присутність» (м. Тернопіль)
- 2013 — авторська виставка художніх робіт «Живу легесенько за межами себе» (м. Кременець)
- 2013 — авторська виставка художніх робіт «Синьо-синьо», історико-художній музей (м. Почаїв)
- 2012 — організатор дитячої виставки графічної абстрактної композиції «Коридорами часу» (м. Тернопіль)
- 2012 — учасниця мистецького проекту «Шляхом серця» (м. Тернопіль)
- 2011 — учасниця мистецького проекту «Люди і квіти» (м. Тернопіль)
- 2010 — «Митець року» за версією газети «Місто» (Тернопіль)
- 2010 — учасниця Міжнародного мистецького осіннього салону «Золота „Зуза“ — 2010» (м. Рівне), отримала нагороду в номінації «Метаморфози»
- 2010 — авторська виставка художніх робіт «Кроки», приватна Артгалерея (м. Тернопіль)[1][2][3][4]
- 2009 — перша авторська виставка художніх робіт «Сновида», артклуб «Коза» (м. Тернопіль)[5].

Твори зберігаються в приватних колекціях поціновувачів мистецтва в Україні, Канаді, Франції, Сполучених Штатах Америки, Німеччині, Англії, Вірменії, Іспанії, Польщі, Чехії Шотландії, Швейцарії, Угорщині, Індії, Італії і Австралії
Власником найбільшої колекції творів мисткині в Україні є готельно-ресторанний комплекс «Kavalier Boutique» (м. Львів).

## Нагороди та відзнаки
- 2022 — Всеукраїнська літературно-мистецька премія імені Братів Богдана та Левка Лепких — за вагомий внесок в українське образотворче мистецтво та популяризацію української культури за кордоном, зокрема в Італії[6];
- 2021 — телепремія «Гордість Тернопілля» — у номінації «Художник року»[7];
- 2013, 2018 — відзнака Тернопільської міської ради[8][9].